# Universal Language
Universal Language (fransk: Une langue universelle, farsi: آواز بوقلمون, translittereret Āvāz-e bughalamun ("En kalkuns stemme/sang")) er en canadisk absurd dramakomediefilm fra 2024, der er instrueret af Matthew Rankin. Filmen fik mange kritikerroser og blev blandt andet valgt som Canadas bidrag ved Oscaruddelingen i 2025, ligesom den vandt en publikumspris ved Cannes-festivalen i 2024.

## Handling
Filmen foregår i Winnipeg i Canada, hvor den præsenterer en række absurde og sorthumoristiske tableauer i et alternativt univers. Persongalleriet er overvejende iransk, og det mest talte sprog i filmen er derfor farsi. Negin og Nazgol gør alt, hvad de kan, for at få fat i dollarseddel, der er frosset fast i isen på et fortov. På deres færd for at finde de rette værktøjer bliver de ført gennem Winnipegs brutalistiske kvarterer, hvor alt er farvet i nuancer af beige, brunt og gråt. En anden rejse begynder i Québec. En embedsmand siger sit kedelige job op for at tage hjem og besøge sin syge mor. Med sig i bussen har han en kalkun, der får sit eget sæde. Et tredje sted bliver en gruppe turister af en rejseguide ført til en UNESCO-listet bænk, hvor en dokumentmappe har slået rod efter at være blevet forladt af sin ejer, og til et boligkompleks, hvor ingen berømtheder bor.

## Medvirkende
- Rojina Esmaeili som Negin
- Saba Vahedyousefi som Nazgol
- Sobhan Javadi som Omid
- Pirouz Nemati som Massoud
- Mani Soleymanlou som Iraj Bilodeau
- Danielle Fichaud som Monsieur Castonguay
- Matthew Rankin som Matthew
- Denis Houle som Jean Suissûr
- Annie St-Pierre som Jeanne og Réjeanne Suissûr

## Modtagelse
Universal Language har vundet flere internationale filmpriser. Den vandt således den nyindstiftede publikumspris ved Directors’ Fortnight ved Filmfestivalen i Cannes i 2024. Ligeledes vandt den titlen som bedste canadiske film ved Vancouver Film Festival i 2024. Filmen blev valgt som Canadas bud på prisen som bedste ikke-engelsksprogede film ved Oscaruddelingen i 2025.

### Danmark
Frederik Hoff gav filmen fire stjerner i sin anmeldelse i Filmmagasinet Ekko. Han skrev, at filmoplevelsen var som at træde ind i en meget omhyggeligt orkestreret intern joke, og at filmen var fyldt med vellykket deadpan-humor. I Weekendavisen skrev Lasse Winther Jensen, at filmens surrealistiske ideer nogle gange var morsomme, andre gange tankevækkende og atter andre gange en smule irriterende.

### USA
På det amerikanske websted Rotten Tomatoes, der opsummerer amerikanske mediers filmanmeldelser, var 96 % af de 77 indsamlede anmeldelser positive. Webstedets sammenfattende vurdering lød: "Universal Language, der bygger bro mellem to nationer med en klog og surrealistisk indbildskhed, er en komedie om kultursammenstød fyldt med visdom."